# Нагорное (Татарстан)
 Нагорное  — деревня в Альметьевском районе Татарстана. Входит в состав Кичуйского сельского поселения.

## География
Находится в юго-восточной части Татарстана на расстоянии приблизительно 13 км по прямой на запад от районного центра города Альметьевск у речки Кичуй.

## История
Основана в первой половине XIX века.

## Население
Постоянных жителей было: в 1859—350, в 1889—538, в 1897—746, в 1910—855, в 1926—914, в 1938—776, в 1949—643, в 1958—528, в 1970—455, в 1979—337, в 1989—191, в 2002 − 203 (русские 82 %), 205 в 2010.